# Jablaničko jezero
Der Jablaničko jezero ist ein Stausee der Neretva im Norden des Kantons Herzegowina-Neretva in Bosnien und Herzegowina. Bei Vollstau liegt die Wasseroberfläche des Sees auf 270 m über dem Meeresspiegel. Der See hat dann eine Fläche von 13,3 km², ist etwa 30 km lang und bis zu 70 m tief. Er liegt zwischen den Städten Jablanica und Konjic, auf deren Gemeindegebiet er auch liegt.
Der See entstand 1953 mit dem Bau des Wasserkraftwerks Jablanica, das 1955 in Betrieb ging und heute eine Leistung von 165 MW aufweist. Eine 80 m hohe Staumauer rund 5 km nördlich von Jablanica staut die Neretva zum Jablaničko jezero. Als zweiter großer Fluss speist die Rama den See.
Im Januar 2017 wurde der See beinahe komplett abgelassen. Dabei gingen geschätzt bis zu zwei Millionen Fische verloren.